# URW++
URW++ ou simplesmente URW é uma type foundry que cria e comercializa famílias tipográficas (mais conhecidas por fontes). Está sediada em Hamburgo, Alemanha.